# G-proteinkopplade receptorer
G-proteinkopplade receptorer är en grupp transmembranproteiner som fungerar som receptorer, vilka uppfattar molekyler utanför cellen och möjliggör signaltransduktion i cellen, och därmed möjliggör cellulära responser. Ligander som fäster vid, och aktiverar, receptorerna innefattar odörer, feromoner, hormoner och signalsubstanser – dessa varierar i storlek från små molekyler till större peptider till stora proteiner. 
Receptorerna för solljus i ögats sinnesceller är också en form av G-proteinkopplad receptor, fast istället för en löslig ligand binder receptorn rodopsin, som ändrar sin struktur när det träffas av solljus, vilket aktiverar receptorn.
De första G-proteinkopplade receptorerna upptäcktes och utforskades av Robert Lefkowitz omkring 1968 då han fann att det fanns adrenerga receptorer på cellytor. Brian Kobilka rekryterades på 1980-talet till dennes forskningsgrupp, och han visade att de beta-adrenerga receptorerna påminde om ljusreceptorerna i ögat. Därmed insåg de att det var fråga om en grupp receptorer med liknande beteende och utseende. Lefkowitz och Kobilka tilldelades Nobelpriset i kemi år 2012.
Några exempel på G-proteinkopplade receptorer är 
- serotoninreceptorer
- histaminreceptorer
- melatoninreceptorer
- dopaminreceptorer
- adrenerga receptorer
- oxytocinreceptorer
- tyrotropinreceptor
- TRH-receptor
- muskarinreceptorer
- glutamatreceptorer

## Intracellulär signalering
När receptorn binder en ligand så ändrar den sin konformation, så att den påverkar ett G-protein. Mer specifikt gör den att G-proteinet släpper ett bundet GDP, så att ett GTP kan binda in. På så vis kan man säga att G-proteinkopplade receptorer är en form av guaninnukleotidutbytesfaktor.
G-proteinet består i sin tur av tre subenheter, alfa, beta och gamma. Alfa- och gamma-subenheterna binder till cellmembranet genom myristoylerade respektive isoprenylerade aminosyrarester. G-alfa-proteinet håller GDP:et, och när det byts ut mot GTP släpper alfa-subenheten från beta- och gamma-subenheterna, som sitter ihop i ett komplex.
Det finns en hel familj av G-proteiner, som alla påverkar cellen på olika sätt. De största grupperna är:
- G-alfas, som binder till och aktiverar adenylatcyklas i den cAMP-beroende signaltransduktionsvägen. Adenylatcyklas bildar cykliskt adenosinmonofosfat, cAMP, från ATP. Andra enzymer påverkas i sin tur av cAMP, vilket fortleder signaltransduktionskedjan.
- G-alfai, som också binder till adenylatcyklas, men hämmar enzymets aktivitet istället för att aktivera det.
- G-alfaq, som aktiverar fosfolipas C i  vilket i sin tur hydrolyserar fosfatidylinositolbisfosfat till diacylglycerol, DAG, och inositoltrisfosfat. Detta frigör i sin tur kalciumjoner, samt rekryterar och aktiverar proteinkinas C.
- Vissa G-alfaproteiner aktiverar även jonkanaler, exempelvis muskarinerga receptorer på hjärtmuskelceller, vilket gör att kaliumjoner strömmar in och påverkar hjärtrytmen.
- Ett speciellt G-alfa-protein finns i ögats sinnesceller. Det aktiverar transducin som i sin tur aktiverar fosfodiesteraset PDE. PDE bryter ner cGMP till 5’-GMP, vilket påverkar en jonkanal. Fosfodiesteraset har hög aktivitet, vilket gör att det räcker med ytterst lite solljus för att aktivera cellen. Detta är viktigt för vårt mörkerseende.

G-proteinkopplade receptorer är involverade i en rad sjukdomar, och är målet för uppskattningsvis 30 % av alla moderna läkemedel. Deras verkningskraft avtar av höjda värden av det hormon eller ämne som det finns till för, dvs högre värden av till exempel oxytocin minskar oxytocinreceptorernas verkningskraft. Vid problem med förändrad aktivitet av ett sådant ämne eller hormon måste medicineringen därför rikta in sig på receptorn, så till exempel behandlas schizofreni med dopaminantagonister.

## Artikelursprung
Den här artikeln är helt eller delvis baserad på material från engelskspråkiga Wikipedia.